# Lungfish
I Lungfish (lett. pesci polmonati) sono un gruppo post-hardcore statunitense, formato nel 1988 a Baltimora.
Tutti i loro album sono stati pubblicati dall'etichetta di Washington, D.C. Dischord Records, eccezion fatta per il primo disco, Necklace of Heads, pubblicato inizialmente nel 1990 dalla Simple Machines e successivamente incluso nella raccolta Talking Songs for Walking dalla Dischord.

## Formazione

### Formazione attuale
- Daniel Higgs - voce
- Asa Osborne - chitarra
- Sean Meadows - basso
- Mitchell Feldstein - batteria

### Ex componenti
- John Chriest - batteria
- Nathan Bell - batteria

## Discografia

### Album in studio
- 1991 - Talking Songs for Walking (Dischord)
- 1993 - Rainbows from Atoms (Dischord)
- 1994 - Pass and Stow (Dischord)
- 1995 - Sound in Time (Dischord)
- 1996 - Indivisible (Dischord)
- 1997 - Artificial Horizon (Dischord)
- 1999 - The Unanimous Hour (Dischord)
- 2000 - Necrophones (Dischord)
- 2003 - Love Is Love (Dischord)
- 2005 - Feral Hymns (Dischord)

### Raccolte
- 1995 - Talking Songs for Walking/Necklace (Dischord)

### EP
- 1990 - Necklace of Heads (Simple Machines)

### Singoli
- 1993 - Simple Machines Working Holiday: February (Simple Machines)

### Apparizioni in compilation
- 1990 - Nothing is Easy in Simple Machines Records#1 "Wedge" 7", ripubblicato in  The Machines: Simple Machines 7"s (1990-1993) (Simple Machines, 1994)[3]
- 1990 - Nothing is Easy [live] in Pre-Moon Syndrome Post Summer (of Noise) Celebration Week!
- 1993 - Abraham Lincoln in Simple Machines Working Holiday#2 "Working Holiday Series" (split coi The Tinklers)
- 1993 - Abraham Lincoln in The Machines Compilation CD
- 1993 - Abraham Lincoln in Echoes from the Nation's Capital (A Washington D.C. Compilation) 1
- 1994 - Abraham Lincoln in Working Holiday!
- 1995 - 10 East (EP)
- 2002 - Friend to Friend In Endtime in Dischord 20th Anniversary Compilation